# 京城古城址
京城古城址位于河南省郑州市荥阳市豫龙镇京襄城村，为春秋时期的城市遗址。城址平面呈长方形，南北长约1810米，东西宽约1499米。地面现存城墙八段，共长1000余米，高3-7米，基宽25米。京城古城址于1986年11月21日被河南省人民政府公布为河南省第二批文物保护单位，2013年3月被国务院核定公布为第七批全国重点文物保护单位。

## 历史
京城在春秋时期属郑国，曾为郑国东迁后的第一个国都。郑国迁都新郑之后，郑庄公以此城封大叔段，为《左传》中记载的京城大叔，郑伯克段即发生在此地。周襄王十六年（公元前636年）发生“叔带之乱”，襄王出避，郑文公迎襄王居于京，后亦称“襄城”。
京城在战国时期韩灭郑后属韩国。秦朝时在此置京县，《史记·项羽本纪》载：楚汉“战荥阳南京、索间”，京即京城。至北齐时废京县，并入荥阳县。清朝时合京、襄二字，称“京襄城”。

## 考古发现及现状

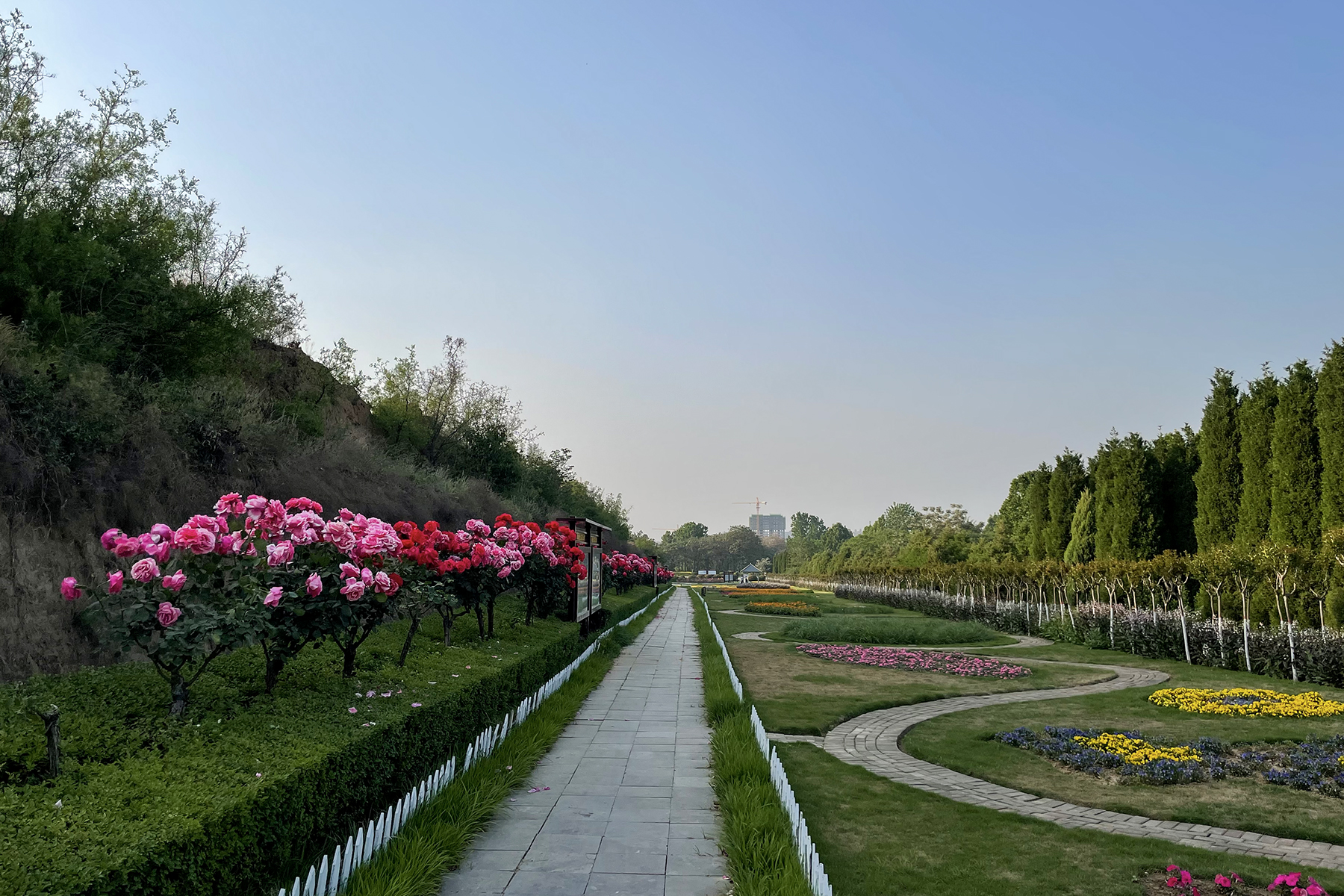
京襄城遗址生态园内的古城墙遗址

京城古城址平面呈南北长方形，南北长1722米，东西宽1418米，周长约6300米。今地面尚存城墙8段，长约1000多米，其中东南城角一段长约60多米，高约10米；东北城角长约200余米，高约6米，墙基宽约25米；西城墙尚有一段保留，高5米，城上夯层、木棍架孔清晰可见。夯层中为圆形夯窝，直径约8厘米，夯层较薄，一般厚5～12厘米，土质非常坚硬。南墙与东墙外有深沟，南城墙外深沟今称车轮沟，东墙已被横沟截成数段，城门已无存。城内发现有春秋至汉代的陶片等遗物，城外四周亦发现有大量空心砖墓。1979年，城内还出土了两枚汉代金饼，重约500克。
京城古城址所在地现建有荥阳市京襄城遗址生态园，公园占地面积740亩，于2008年5月1日开园并免费对外开放。
　　